# Daniel Joseph Greene
Daniel Joseph Greene (né en 1850 à Saint-Jean de Terre-Neuve – mort le 12 décembre 1911 dans la même ville) est une personnalité politique de la colonie de Terre-Neuve. Il a été pendant une courte période le dirigeant de la colonie.

## Biographie
Natif de Saint-Jean de Terre-Neuve, Greene étudie le droit à l'Université Laval et devient avocat.
Il est élu pour la première fois à la chambre d'assemblée en 1875. Il devient chef de l'opposition en 1887. En 1889, il devient ministre dans le gouvernement libéral de William Whiteway. Un an après les élections controversées de 1893 (en) et à la suite de pétitions dénonçant certaines fraudes électorales, le gouvernement de Whiteway est dissout par le gouverneur Arthur Murray. Murray nomme le chef conservateur (en) Augustus F. Goodridge (en) comme nouveau premier ministre et aide le maintien du gouvernement minoritaire. Cependant, Goodridge démissionne en décembre 1894 après la fermeture de deux banques.
Greene est le chef libéral depuis la chute de Whiteway et devient Premier ministre le 13 décembre 1894, après l'effondrement du gouvernement de Goodridge.
Le gouvernement de Green vote rapidement le Disabilities Removal Act, permettant à des candidats disqualifiés en raison des irrégularités électorales de 1893 à se représenter. Whiteway se présente à nouveau et redevient premier ministre lorsque Greene démissionne le 8 février 1895.

## Famille
Daniel Joseph Greene est l'oncle de Joseph M. Greene (en), qui a également été élu à l'Assemblée législative de 1928 à 1932.
Son fils, James Greene (en), a été chef de l'opposition conservatrice de 1960 à 1966.